# Idioma sapé
El sapé, también conocido como caliana, es un idioma probablemente extinto o hablado por menos de 30 personas que habitaban en las zonas cercanas a los ríos Paragua y Karun. En 2008 se identificaron algunos pocos hablantes de edad avanzada.
El sapé es una de las lenguas peor documentadas de América del Sur y podría tratarse de una lengua aislada. Sin embargo, en la actualidad no se dispone de datos lingüísticos actualizados sobre este idioma.